# Johannes Mink
Johannes Mink (* 2. Oktober 1868 in Kleinseelheim (Landkreis Marburg-Biedenkopf); † 2. November 1931 in Marburg) war ein deutscher Landwirt und Abgeordneter des Provinziallandtages der preußischen Provinz Hessen-Nassau.

## Leben
Johannes Mink war der Sohn des Ackermanns Heinrich Mink und dessen Ehefrau Elisabeth Damm. Nach seiner Schulausbildung erlernte er den Beruf des Landwirts und übernahm später den elterlichen Hof in Wolfshausen in der Gemeinde Weimar (Lahn). Er war hier Mitbegründer des Bauernverbandes Wolfshausen und trat der Hessen-Nassauischen Arbeitsgemeinschaft bei. 1921 erhielt er als deren Vertreter einen Sitz im Kurhessischen Kommunallandtag des Regierungsbezirks Kassel, aus dessen Mitte er zum Abgeordneten des Provinziallandtages der Provinz Hessen-Nassau bestimmt wurde. Er blieb bis zum Jahre 1931 in den Parlamenten. Sein Nachfolger wurde August Sonnenschein.